# 爨瓚
爨瓚，南朝梁宁州人，西爨领主。
其祖先在西晋担任南宁太守后，世雄南中。梁武帝太清二年（548年），宁州刺史徐文盛率兵往荆州随湘东王萧绎鎮壓侯景之亂，趁宁州空虚，爨瓒据有其地，併诸部，其境二千余里。其地多骏马、犀牛、象、明珠、梁元帝承圣二年（553年），爨瓒以其地降西魏，北周遥授其南宁州刺史，允其子爨翫、爨震世襲，至此成為非中央直轄的羁縻州。